# 布施丹後守常長
布施 丹後守 常長（ふせ たんごのかみ つねなが、生年不詳 - 寛永5年（1628年））は、下総国千葉郡寒川村（現：千葉県千葉市中央区寒川町）の名主。私財を投げうち丹後用水を開通させ、千葉の発展に尽くした。
一般的には布施丹後（ふせ たんご）と呼ばれる。以下、記事内では布施丹後と表記する。

## 功績
1600年代、寒川村や千葉寺村（現：千葉市千葉寺町）では水不足に悩まされていた一方で、矢作村（現：千葉市矢作町）では都川の洪水に悩まされていた。そこで布施丹後は丹後用水を計画し、各村の代表を集め会議をしたものの、その計画は容れられなかった。そこで布施丹後は私財を投げうち、費用を全て負担することにして計画をまとめた。
慶長17年（1612年）に測量を開始し、自らも参加した。翌慶長18年（1613年）には丹後用水が着工。建設中に300メートルの崩落等があったもの、これもまた布施丹後が自費で負担し修理させた。用水は寛永2年（1625年）に竣工し、布施丹後はその完成を見届けたのち、3年後の寛永5年（1628年）に死去した。
千葉市中央区にある丹後堰公園は布施丹後の功績を称え命名された。また千葉寺と丹後堰公園内には布施丹後の功績を称揚する石碑が建立されている。